# Fontecilla graphicus
Fontecilla graphicus là một loài côn trùng trong họ Polystoechotidae thuộc bộ Neuroptera. Loài này được Navás miêu tả năm 1932.